# Белянкино (Тверская область)
Белянкино — деревня в Западнодвинском районе Тверской области. Входит в состав Бенецкого сельского поселения.

## География
Деревня расположена на правом берегу Западной Двины. Ближайший населённый пункт — деревня Михалёво.
Расстояния (по автодорогам):
- До районного центра, города Западная Двина — 37 км
- До центра сельского поселения, деревни Бенцы — 12 км

## История
В списке населённых мест Псковской губернии за 1885 год значится деревня Белянкино. Располагалась при Западной Двине в 55 верстах от уездного города. Входила в состав Беницкой волости Торопецкого уезда. Имела 7 дворов и 57 жителей.
На карте РККА, изданной в 1941 году обозначена деревня Белянкино. Имела 17 дворов.
До 2005 года деревня входила в состав упразднённого в настоящее время Первомайского сельского округа.

## Население
| 2010 |
| ---- |
| 1    |

В 2002 году население деревни составляло 3 человека.
Национальный состав
Согласно результатам переписи 2002 года, в национальной структуре населения русские составляли 100 % от жителей.